# Receptor de ecdisona
Un receptor de ecdisona es un receptor nuclear encontrado en artrópodos, donde controla el desarrollo y donde contribuye a procesos reproductivos. El receptor es un dímero proteico no covalente. Las dos proteínas son EcR y USP (ultraspiracle protein). Se liga a y es activado por ecdiesteroides.
Los receptores de ecdisona de insectos están mejor estudiados que los de otros artrópodos; se usan mímicos de ecdiesteroides comercialmente como insecticidas selectivos para control selectivo de orugas y otras plagas.

## Función
Durante el desarrollo de un insecto tienen lugar pulsos de 20-hidroxiecdisona. La hormona se liga al receptor de ecdisona mediante factores de transcripción encontrados en el núcleo celular del insecto.

## Estructura
El receptor es un heterodímero de dos proteínas, la EcR y la USP. Estas proteínas son secuencia homólogas a las de los receptores de mamíferos, el FXR.

## Aplicaciones comerciales
Los receptores de ecdisona tienen dos campos principales de aplicación:
- Interruptores de genes: transgenes controlados por el receptor de ecdisona para la expresión controlada de genes en investigación científica, agricultura y medicina.[4] La última categoría incluye el uso potencial en terapia génica.[5]
- Insecticidas: el desarrollo de reguladores selectivos del crecimiento de insectos para su uso como insecticidas benignos para el medio ambiente. Aunque los compuestos de dibenzoilhidrazina no son ecdisteroides, muchos son agonistas de los receptores de ecdisona de los lepidópteros y se usan como larvicidas selectivos de orugas.[6][7]